# HMS Neptune (1797)
Vous lisez un « bon article » labellisé en 2019.
Pour les autres navires du même nom, voir HMS Neptune.
Le HMS Neptune est un vaisseau de ligne de deuxième rang de 98 canons en service dans la Royal Navy entre 1797 et 1813. Il s'agit du troisième navire à porter ce nom.
Le HMS Neptune est construit durant les premières années des guerres de la Révolution française et lancé en 1797. Figurant parmi les rares navires restés loyaux lors des mutineries de Spithead et de Nore, il est envisagé de l'employer pour attaquer les mutins au cas où ceux-ci ne rejoindraient pas le rang. La mutinerie cesse avant que cela ne devienne nécessaire et le HMS Neptune rejoint la flotte de la Manche. Il est transféré en mer Méditerranée en 1799 et sert jusqu'à la paix d'Amiens sous les ordres du vice-amiral Keith. Après refonte, il participe à plusieurs blocus puis rejoint la flotte de l'amiral Horatio Nelson avec laquelle il participe à la bataille de Trafalgar en 1805, où il est sévèrement endommagé. Partiellement réparé, il reprend du service à partir de 1807 dans les Caraïbes. En 1809, il participe à la prise de la Martinique et aux combats contre l'escadre de Troude. De retour en Grande-Bretagne, il est affecté à la flotte de réserve et devient un bateau-prison en 1813. Il est finalement détruit en 1818.

## Construction
Le HMS (His Majesty's Ship : « navire de Sa Majesté ») Neptune est mis en chantier le 15 février 1790 au chantier naval de Deptford, sur des plans de l'ingénieur naval John Henslow,. Il est le premier des trois navires de la classe Neptune qui comprend aussi les HMS Temeraire et HMS Dreadnought,. Le HMS Neptune est lancé le 28 janvier 1797 et envoyé à Woolwich pour être armé,. Arrivé à Woolwich le 12 février, il est immédiatement mis en cale sèche pour que sa coque soit doublée en cuivre. Le revêtement est en place le 1er mars et le trois-ponts reçoit ensuite sa mâture. Le coût total de sa construction est de 77 053 £ dont 61 172 £ pour la coque et la mâture et 15 881 £ pour les cordages et l'approvisionnement,.

## Description

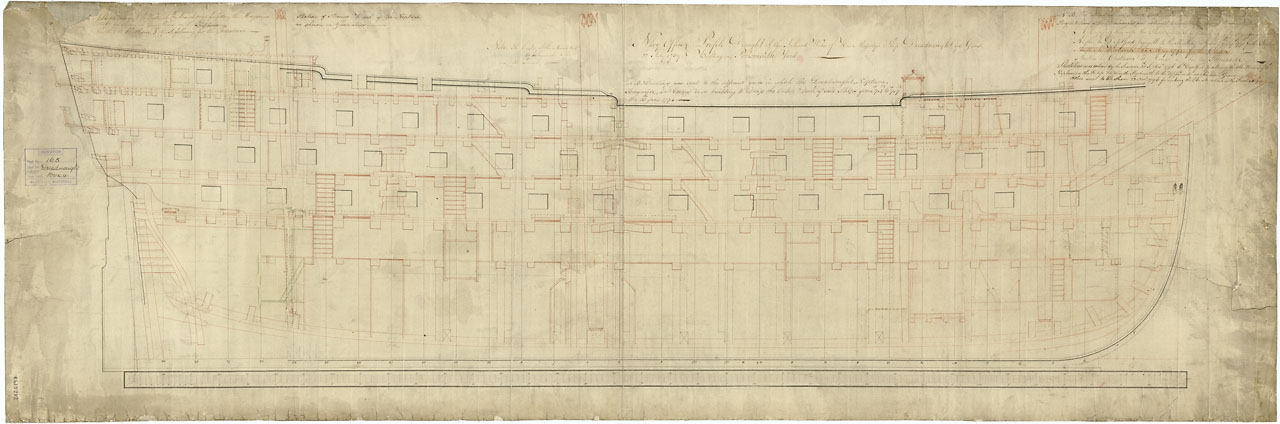
Plan de la coque d'un vaisseau de la (Vers 1798, Londres, National Maritime Museum).

Il s'agit d'un vaisseau de ligne, ce que les Anglo-Saxons appellent un Man'o'war. Le HMS Neptune est l'une des plus puissantes unités de la flotte de guerre britannique : il est classé parmi les vaisseaux du deuxième rang (second-rate), comptant tous de 90 à 98 canons répartis sur trois ponts-batteries (d'où l'appellation de navires trois-ponts).
La coque fait 185 pieds (56,4 m) de long et 51 pieds (15,5 m) de large, avec un tirant d'eau de 21 pieds (6,4 m). Son armement est composé d'un total de 98 canons, dont 28 pièces de 32 livres dans la batterie basse (lower deck), 30 de 18 livres dans la batterie médiane (middle deck), 30 de 18 livres dans la batterie haute (upper deck), dix de 12 livres et dix caronades (ces dernières ne sont jamais comptées dans le total) sur les gaillards (forecastle à la proue, quarterdeck et poop deck à la poupe). Une telle artillerie nécessite un équipage de 750 hommes pour la manœuvrer.

## Service actif
Le HMS Neptune est placé sous le commandement du capitaine Henry Stanhope le 25 mars 1797 et devient le troisième navire de la Royal Navy à porter le nom de Neptune. Ses prédécesseurs étaient deux navires de 90 canons, le premier lancé en 1683 et renommé HMS Torbay en 1750, et le second lancé en 1757 puis transformé en ponton en 1784. Stanhope appareille de Woolwich le 11 juin 1797 et se dirige vers le Nore, lieu où la Tamise rejoint la mer du Nord.

### Mutineries de Spithead et de Nore
Peu après son arrivée au Nore, le HMS Neptune prend part aux évènements liés à une mutinerie qui vient d'y éclater. Stationnés à Gravesend, le HMS Neptune et les navires de 64 canons HMS Agincourt et HMS Lancaster sont chargés, avec une flottille de canonnières, d'attaquer les navires mutins. Mais avant leur entrée en action, arrive la nouvelle que des négociations sont en cours avec William Carnegie, capitaine du HMS Monmouth et, dès le 9 juin, la mutinerie est sur le point de prendre fin. L'attaque est finalement annulée. Le 21 septembre, Stanhope est remplacé comme capitaine du HMS Neptune par Erasmus Gower puis le navire rejoint la flotte de la Manche,.

### Service en mer Méditerranée
Gower conserve le commandement du HMS Neptune jusqu'à sa promotion comme contre-amiral de l'escadre blanche. Il remet le commandement à Herbert Sawyer le 22 janvier 1799 et quitte le bord le 28 février. Le commandement passe ensuite au capitaine James Vashon le 5 mars 1799,.
Engagé dans la Deuxième Coalition depuis septembre 1798, le Royaume-Uni s'organise. En juin 1799, le HMS Neptune est l'un des quinze vaisseaux envoyés rejoindre la flotte du vice-amiral George Keith Elphinstone en mer Méditerranée. Sous les ordres du contre-amiral Charles Cotton, l'escadre rejoint les navires de Keith le 7 juillet devant Minorque, portant à 31 le nombre de navires de la flotte britannique en mer Méditerranée. Keith appareille le 10 juillet pour tenter d'intercepter la force conjointe franco-espagnole de 42 navires des amiraux Étienne Eustache Bruix et Jose de Mazarredo y Salazar, mais elle lui échappe et arrive à rejoindre Brest le 8 août. Le HMS Neptune reste en mer Méditerranée jusqu'à la paix d'Amiens.
Vashon est remplacé le 26 mars 1801 par le capitaine Edward Brace qui rejoint le navire le lendemain,. Le HMS Neptune devient alors navire amiral du vice-amiral John James Gambier et, dès le 12 septembre, le capitaine Francis Austen en prend le commandement. Rappelé en Angleterre comme de nombreux navires lors des discussions préalables à la paix d'Amiens, il arrive à Portsmouth le 24 février 1802. Le HMS Neptune subit une brève campagne de travaux durant laquelle 5 728 £ sont dépensées dont 2 895 £ pour la mâture. Austen est remplacé le 30 septembre 1802 par le capitaine William O'Bryen Drury,. Le 29 octobre, les réparations et le réarmement terminés, le navire prend la mer et rejoint la flotte de la Manche à Spithead.

### Blocus des ports de l'Atlantique
Drury commande le HMS Neptune jusqu'à sa promotion comme contre-amiral en 1804. Il quitte le navire le 13 mai 1804 et le capitaine Thomas Williams (en) en prend le commandement le lendemain,. Le HMS Neptune passe le reste de l'année à assurer le blocus des ports français de l'océan Atlantique au sein de la flotte de la Manche, blocus au cours duquel la santé du capitaine Williams se dégrade au point qu'il doive être rapatrié en Angleterre le 7 mai 1805 et remplacé par le capitaine Thomas Fremantle.
Le navire rejoint ensuite l'escadre de Robert Calder qui effectue le blocus de Ferrol où se sont réfugiés les navires franco-espagnols après la bataille du cap Finisterre. Inquiet de la faiblesse de ses huit navires face à la flotte de l'amiral Pierre Charles Silvestre de Villeneuve si celui-ci décidait de sortir du port, Calder décide de remonter au nord pour se joindre à l'escadre de l'amiral Cornwallis devant Brest. Rapidement rejoint par Horatio Nelson de retour des Antilles avec douze navires, Calder repart au Ferrol avec dix-huit navires dont le HMS Neptune, mais Villeneuve a appareillé entretemps et rejoint Cadix. L'escadre de Calder est envoyée rejoindre celle du vice-amiral Collingwood pour renforcer le blocus devant Cadix. Au cours du long blocus qui s'ensuit, Fremantle peut observer les piètres qualités de navigation de son navire, réputé lent. Il se plaint d'être sur « un grand navire qui ne manœuvre pas et arrive toujours en retard dans la bataille »,,.

### Bataille de Trafalgar
Le HMS Neptune participe à la bataille de Trafalgar, le 21 octobre 1805. Il est le troisième navire de la colonne au vent, entre son jumeau le HMS Temeraire et le vaisseau de 74 canons HMS Leviathan. Fremantle espérant mener la colonne devant le HMS Victory de Nelson, fait mettre toutes voiles dehors à 10 heures pour le dépasser, mais Nelson ordonne au HMS Neptune : « rentrez vos bonnettes et reprenez votre place. Je briserai la ligne moi-même,. » Le HMS Neptune se dirige vers le combat au son de sa fanfare avec l'ensemble de l'équipage, à l'exception des officiers et des instrumentistes, couché sur le pont pour se protéger du feu franco-espagnol.

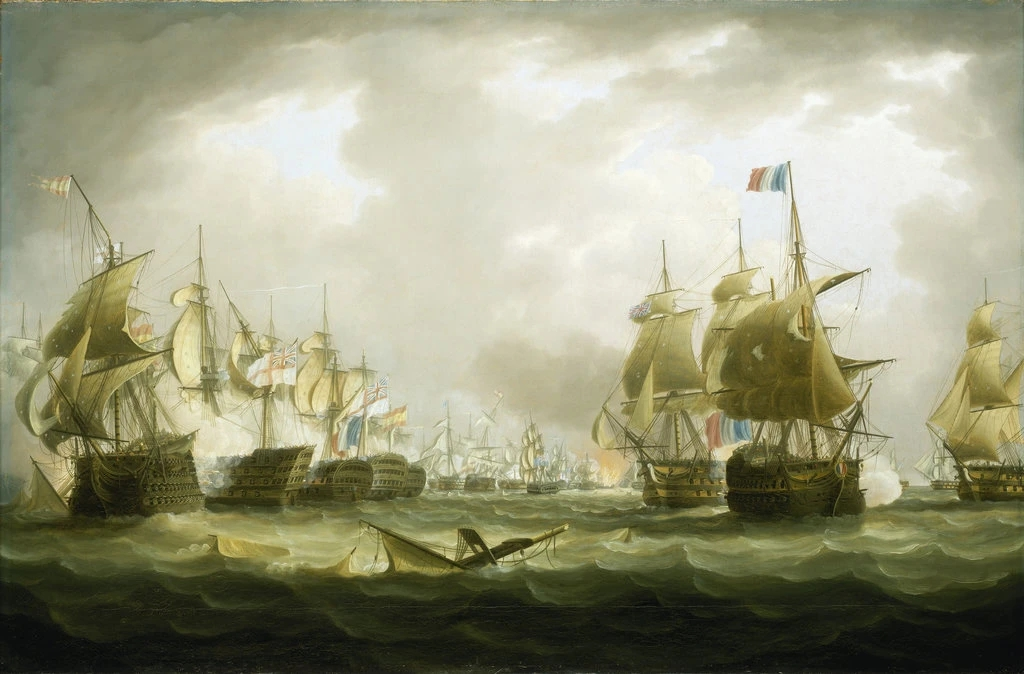
La bataille de Trafalgar, le 21 octobre 1805 : début du combat, par Thomas Buttersworth (avant 1842, Londres, National Maritime Museum). Le HMS Neptune est à droite et passe derrière le navire français Bucentaure.

Devant lui, Fremantle voit le HMS Temeraire d'Eliab Harvey virer pour passer à l'arrière du Redoutable mais choisit de suivre Nelson et franchit la ligne française en passant à l'arrière de son navire amiral, le Bucentaure. En passant à hauteur de la poupe de ce dernier, le HMS Neptune lâche une bordée, à double charge, de ses canons de bâbord qui prend en enfilade le navire de Villeneuve déjà endommagé. Fremantle donne un coup de barre pour se placer dans le travers du navire amiral français et tire deux bordées, à triple charge, de près de cinquante de ses canons, à une distance de moins de 100 yards sur le navire français débordé.
Fremantle aperçoit alors l'imposante masse du quatre-ponts espagnol Santísima Trinidad naviguant vers lui et manœuvre dans l'espoir de balayer son arrière. Ouvrant le feu avec ses batteries de bâbord, il positionne le HMS Neptune sur le flanc tribord du navire espagnol et échange avec lui des bordées pendant l'heure suivante tandis que le reste de la colonne britannique passe à l'arrière du HMS Neptune. Ce dernier échange aussi en même temps des tirs avec d'autres navires de la flotte combinée passant près de lui. Gravement endommagée par les tirs du HMS Neptune mais aussi par ceux des 74 canons des HMS Leviathan et HMS Conqueror, la Santísima Trinidad, qui a perdu l'ensemble de sa mâture, est couverte de débris. Dénombrant 205 morts et 103 blessés parmi l'équipage, elle baisse son pavillon à 17 h 30. Le HMS Neptune laisse alors le HMS Prince prendre possession du navire espagnol et se dirige vers le nord et le reste de la flotte ennemie, en échangeant brièvement des tirs avec l'Intrépide.
Durant la bataille, le HMS Neptune subit de multiples dommages aux mâts, mais aucun d'entre eux n'est tombé. La plupart de ses gréements sont en pièces et les tirs ennemis ont ouvert neuf brèches dans la coque. Dix hommes d'équipage sont morts et trente-quatre blessés ; un seul officier figure parmi les victimes, l'ordonnance Richard Hurrell, blessé,.

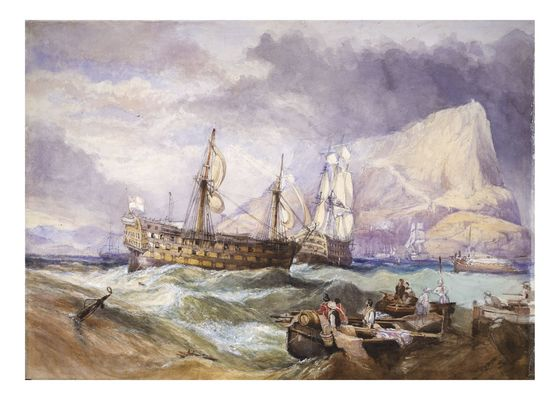
Le remorqué vers Gibraltar par le HMS Neptune après la bataille de Trafalgar (Clarkson Frederick Stanfield, après 1853, Londres, National Maritime Museum).

Après la bataille, Collingwood transfère son pavillon depuis le HMS Royal Sovereign sur la frégate HMS Euryalus et, le 22 octobre, le HMS Neptune prend le HMS Royal Sovereign en remorque,. Le lendemain, alors que les forces franco-espagnoles réfugiées dans Cadix mènent une contre-attaque sous les ordres du capitaine de vaisseau Cosmao-Kerjulien, le HMS Neptune abandonne sa remorque, la confiant au HMS Mars, et prend à son bord l'amiral Villeneuve et plusieurs autres capitaines faits prisonniers qui se trouvaient à bord de celui-ci.
Le temps continuant à se détériorer, le HMS Neptune participe à l'évacuation de la Santissima Trinidad avant son naufrage. Après avoir affronté la tempête, il prend le HMS Victory (qui transporte le corps de Nelson tué au combat) en remorque le 26 octobre et les deux navires rejoignent Gibraltar le 28 octobre.

### Travaux en Angleterre
Après quelques réparations à Gibraltar, le HMS Neptune appareille pour l'Angleterre et rejoint le 6 décembre 1805 Portsmouth, où il est désarmé. Envoyé à Spithead en 1806, il retourne à Portsmouth le 23 novembre et mis en cale sèche le 24 mars 1807,. La refonte se termine en novembre 1807 et le navire est équipé d'un nouveau revêtement de coque en cuivre d'un coût de 29 053 £, et d'une nouvelle mâture. Réarmé et confié à son ancien commandant Sir Thomas Williams le 18 août 1807, le HMS Neptune est remis à l'eau trois jours plus tard pour permettre la fin des aménagements,. Initialement affecté au service dans la Manche, il est finalement affecté à celui aux Antilles en 1808.

### Service aux Antilles
Le 9 novembre 1808, Williams est remplacé par le capitaine Thomas Pinto qui n'exerce le commandement que six semaines avant d'être remplacé par le capitaine Charles Dilkes le 20 décembre,.
En janvier 1809, l'invasion de la Martinique, colonie française gouvernée alors par l'amiral Villaret-Joyeuse, est planifiée. Sous le commandement du contre-amiral Cochrane qui porte sa marque sur le HMS Neptune, une flotte de 44 navires et transports emportant 10 000 hommes commandés par George Beckwith appareille le 28 janvier de la Barbade,. Arrivés le 30 devant la Martinique, les Britanniques débarquent 7 000 hommes près du Robert et 5 000 hommes dans la baie de Sainte-Luce. Après des combats sur les hauteurs du Robert, les Français se réfugient dans deux forts sur les hauteurs de Fort-de-France. Sous le feu combiné de la flotte et de l'artillerie débarquée, le capitaine général Villaret-Joyeuse capitule le 24 février 1809.
L'escadre de Cochrane se maintient aux Antilles pour faire le blocus des îles françaises. En mars, une escadre française constituée de trois navires de 74 canons, les D'Hautpoul, Courageux et Polonais, et de deux frégates, la Félicité et la Furieuse, placée sous le commandement du capitaine de vaisseau Troude arrive aux Antilles et, les Britanniques tenant la Martinique, s'ancre aux Saintes le 13 avril. Le 14 avril 1809, l'escadre de Cochrane attaque celle de Troude dont les frégates fuient vers la Guadeloupe. Après une heure de combat, le D'Hautpoul se rend tandis que les deux autres navires se replient vers Brest sans avoir pu ravitailler la Guadeloupe. Le commandement du navire capturé est confié au capitaine du HMS Neptune, et James Athol Wood (en) prend le commandement de ce dernier le 2 août,.

## Dernières années
Dilkes reprend le commandement du HMS Neptune le 2 mars 1810 tandis que Wood passe sur le HMS Pompee. Probablement sous le coup d'une santé défaillante, Dilkes laisse le capitaine Ballard exercer le commandement à partir du 22 juillet. Le navire arrive à Plymouth le 26 octobre et entre dans le bassin de radoub le 9 novembre pour être versé dans la flotte de réserve. Les travaux coûtent 713 £ et le navire quitte le bassin le 8 décembre pour être ancré dans l'Hamoaze jusqu'à l'automne 1813,. Sa coque semble s'être rapidement détériorée et le navire est exclu du service en mer. Le Navy Board propose de le convertir en prison flottante, ce que l'amirauté accepte ; le navire est désarmé le 22 novembre. Les travaux finis, le lieutenant George Lawrence prend le commandement de la prison en décembre,. Le HMS Neptune remplit ce rôle pendant trois ans avant d'être démantelé en octobre 1818.